# Blake Benthall
Blake Benthall (Houston, Texas) é um engenheiro de software norte-americano que supostamente foi o administrador do Silk Road 2.0 sob o pseudônimo de "Defcon".
Benthall foi preso no dia 6 de novembro de 2014 pelo FBI em São Francisco como parte da Operação Onymous realizada em parceria entre o FBI e a Europol, que tinha como objetivo fechar o comércio de produtos ilegais na deep web. Ele foi libertado da custódia federal no dia 21 de novembro de 2014.

## Inicio de vida
Blake Bentall nasceu em Houston, Texas em uma família cristã bastante rigorosa. Em seguida ele se mudou para a Flórida onde estudou no Florida College, uma escola cristã entre 2007 e 2008. Durante esse período ele frequentou grupos de teatros da faculdade, foi tecladista e vocalista de uma banda promocional de turnê de sua escola e viajou extensivamente pelo país e ao mesmo tempo trabalhava em cafeterias como programador freelance. Em seu site pessoal ele afirma que havia "fundado [seu] primeiro negócio na Web aos 15 anos", e ele passou a adotar um estilo de vida nômade, recusando várias ofertas de trabalho de recrutadores. 
Um perfil do Linkedin que parece pertencer a Benthall mostra que ele trabalhou em uma instituição de caridade no Texas, ajudando a projetar e manter seu website. Ele também fazia trabalho voluntário, distribuindo alimentos aos desabrigados. Em março de 2014, Benthall postou no Reddit que ele estava oferecendo 4 BTC de recompensa (cerca de US $ 2.500 na época), para ser doado para uma instituição de caridade quando a primeira empresa da Fortune 100 começasse a aceitar o Bitcoin.
Ele passou a trabalhar como programador voluntário para um projeto que trouxe o sistema operacional Linux para o iPod recém-lançado, antes de criar uma empresa de hospedagem de videogame durante a adolescência, de acordo com o perfil do Linkedin.
Benthall mudou-se para San Francisco em 2009 e começou sua carreira na área de tecnologia. Ele foi descrito por um ex-colega de trabalho como "um talentoso desenvolvedor". Um post não confirmado no Reddit por alguém que afirma ser um ex-colega de trabalho diz que Benthall era "um péssimo jogador de equipe no trabalho."
A partir de 2011 Benthall começou a mostrar sinais de interesse na política e nas tecnologias existentes no Silk Road 2.0. Ele se identificava como um libertário e, em meados de 2014, ele afirmou que pretendia iniciar "uma startup financeira muito libertária". Além disso, Benthall se descrevia em seu perfil no Twitter como um "cientista de foguetes" e “sonhador bitcoin”, era fã de hackathons e de Radiohead e considerava Edward Snowden um "herói". No início de 2014, ele passou dias em um ônibus de startup, passando de San Antonio para a conferência South by Southwest de Austin, criando novas idéias de negócios no caminho. E Há alguns anos, ele criou um pequeno programa chamado TweetCall.
Benthall aceitou um emprego na RPX, uma empresa de patentes de software em São Francisco onde ele era considerado um programador talentoso apesar de ser a pessoa mais jovem do escritório. Ele permaneceu na RPX durante um ano e meio. Após esse emprego, Benthall trabalhou na consultoria de startups Carbon Five (cujos clientes incluem Disney e Square). Em seguida, ele começou a trabalhar na SpaceX, uma empresa de astronáutica, ajudando a desenvolver software de vôo de foguetes, onde trabalhou de 9 de dezembro de 2013 a 21 de fevereiro de 2014 - na mesma época em que supostamente assumiu o comando do Silk Road 2.0. Ele saiu alguns meses depois devido à "problemas familiares". Ele passou a fazer consultoria freelance e dirigiu uma incubadora de tecnologia chamada Codespike fora de sua casa. Benthall passou a realizar consertos e projetos paralelos de software, e ele também estava ativo no site de compartilhamento de código GitHub.

## Silk Road 2.0 e Prisão
Blake Benthall foi preso em San Francisco em 6 de novembro de 2014 por meio da Operação Onymous, sob acusações de supostamente dirigir o Silk Road 2.0, um mercado online projetado para permitir que pessoas comprem e vendam drogas ilegais e outros produtos e serviços ilegais de forma anônima.
No momento da prisão, Benthall estava em seu carro, um Tesla cinza na garagem de sua casa alugada na Florida Street, quando 20 agentes do FBI armados o cercaram e o prenderam. Ele teria comprado o Tesla de US $ 127 mil em janeiro, usando US $ 70 mil em Bitcoin como pagamento, de acordo com a queixa criminal. Também teria sido encontrado US $ 100 mil em dinheiro em sua casa, segundo os promotores.
Benthall, sob o nome de usuário “Defcon”, teria ressuscitado o Silk Road depois que o site original foi fechado pelo FBI no ano passado e o seu suposto operador foi preso.
Segundo a queixa do FBI, Benthall sob o codinome Defcon era a segunda pessoa chave no Silk Road 2.0 e passou a ter a responsabilidade pelo gerenciamento do site a partir de dezembro de 2013, depois que o fundador original saiu. Benthall supostamente passou a controlar “todos os aspectos do Silk Road 2.0...incluindo…a infraestrutura de computadores e o código de programação subjacente ao site; os termos de serviço e as taxas de comissão impostas aos fornecedores e clientes do site; a pequena equipe de administradores e moderadores do fórum que ajudaram no funcionamento diário do site; e os enormes lucros gerados pela operação do negócio”.
O site operava na rede Tor, uma rede projetada para permitir o anonimato online. O Silk Road 2.0 possuia cerca 150 mil usuários por mês e intermediou cerca de US$ 8 milhões (cerca de R$ 20 milhões em 2014) em transações de produtos ilegais ou controlados, como entorpecentes. O servidor do site foi apreendido e a página foi retirada do ar.
Ele era acusado de conspirar para cometer narcotráfico, conspirar para cometer hacking de computador, conspirar para traficar documentos de identidade fraudulentos, e conspiração de lavagem de dinheiro.
Em dezembro de 2013, "DPR2" se desligou do site depois que os administradores do Silk Road original foram presos. Benthall, que usava o apelido de "Defcon", teria assumido o controle do site e, segundo as autoridades, também passou a ser o receptor exclusivo das comissões geradas pelas vendas algum tempo depois.
No dia 6 de novembro de 2014, Benthall compareceu em um tribunal federal. Sem algemas e usando roupas casuais, incluindo um capuz com os dizeres "INTERNET BETTER", ele não entrou em uma alegação devido a não estar sendo acusado.
No tribunal, a promotora federal Kathryn Haun argumentou contra a libertação de Benthall devido a alegado risco de fuga. Segundo a promotoria, Benthall, após receber seus direitos de Miranda, teria admitido que ele era o administrador do Silk Road 2.0.
Ele foi libertado em 21 de novembro de 2014 após 13 dias sob custódia do Departamento Federal de Prisões (BOP). Em maio de 2019, uma reportagem do Vice revelou que o Departamento de Justiça está negociando uma barganha judicial pela qual Benthall cooperaria com os investigadores, e em troca ele responderia apenas por acusações fiscais e estaria livre de acusações mais graves.